# C1orf194
C1orf194 (англ. Chromosome 1 open reading frame 194) – білок, який кодується однойменним геном, розташованим у людей на 1-й хромосомі. Довжина поліпептидного ланцюга білка становить 169 амінокислот, а молекулярна маса — 19 350.
| 10         |  | 20         |  | 30         |  | 40         |  | 50         |
| ---------- |  | ---------- |  | ---------- |  | ---------- |  | ---------- |
| MPPTRDPFQQ |  | PTLDNDDSYL |  | GELRASKKLP |  | YKNPTHLAQQ |  | QEPWSRLNST |
| PTITSMRRDA |  | YYFDPEIPKD |  | DLDFRLAALY |  | NHHTGTFKNK |  | SEILLNQKTT |
| QDTYRTKIQF |  | PGEFLTPPTP |  | PITFLANIRH |  | WINPKKESIH |  | SIQGSIVSPH |
| TAATNGGYSR |  | KKDGGFFST  |  |            |  |            |  |            |

A: Аланін

D: Аспарагінова кислота

E: Глутамінова кислота

F: Фенілаланін

G: Гліцин

H: Гістидин

I: Ізолейцин

K: Лізин

L: Лейцин

M: Метіонін

N: Аспарагін

P: Пролін

Q: Глутамін

R: Аргінін

S: Серин

T: Треонін

V: Валін

W: Триптофан

Задіяний у такому біологічному процесі, як альтернативний сплайсинг. 